# Maanblindheid

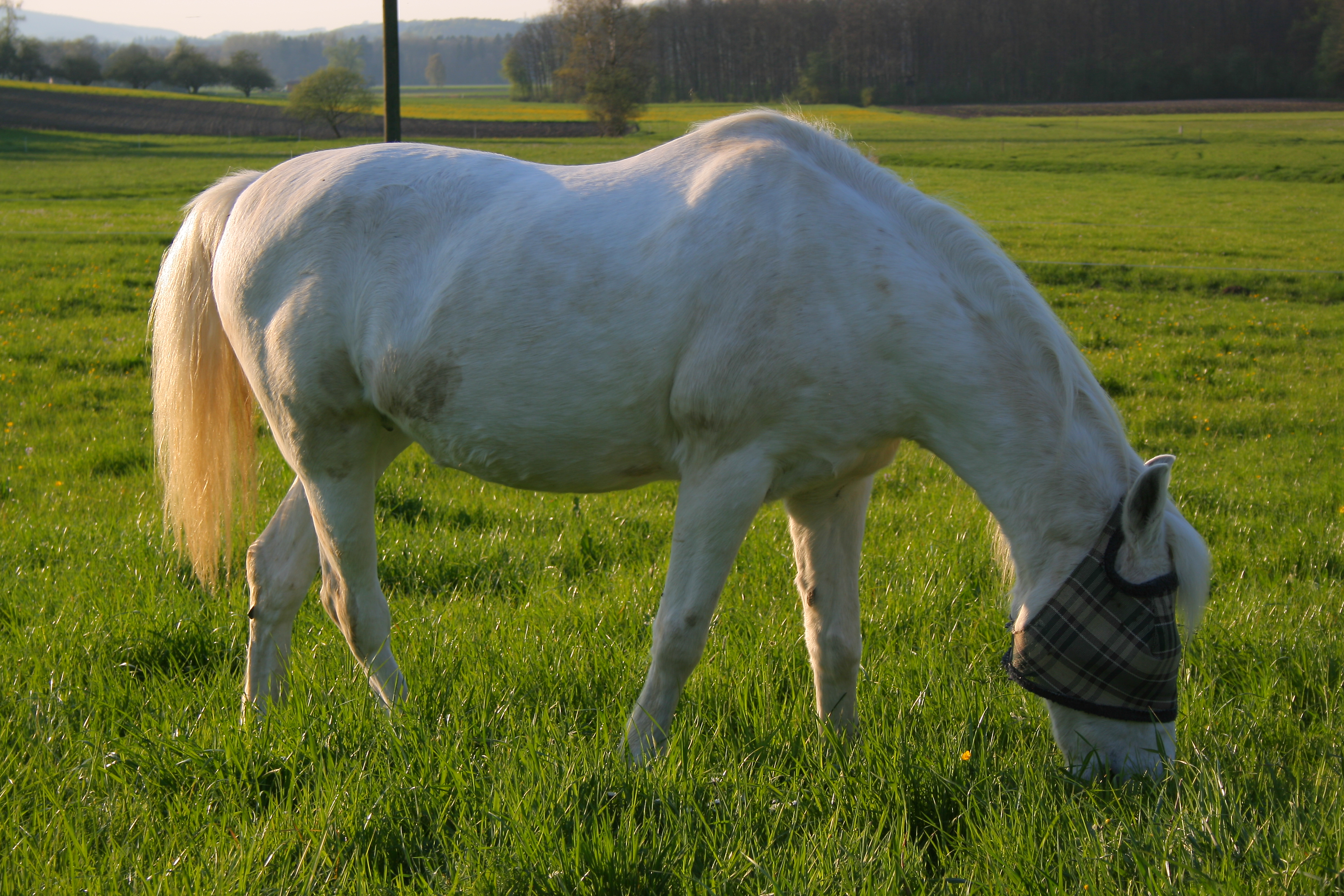
Paard met afgedekte ogen

Maanblindheid of recidiverende uveïtis is een periodieke oogontsteking bij eenhoevigen. Het is de meest voorkomende oorzaak van blindheid bij paarden. 
Oorzaken kunnen zijn:
- Een infiltratie van lymfocyten en eosinofielen in de uvea met fibrineneerslag
- allergieën
- trauma
- Infecties van Influenza, Borrelia burgdorferi of Onchocerca cervicalis

Deze ziekteverwekkers bezitten antigenen, waartegen het paard antistoffen vormt. Deze antistoffen vertonen een kruisreactie met cellen van het oog, wat tot beschadiging en blindheid van het oog kan leiden.
Maanblindheid moet niet worden verward met een maanoog, dat doorgaans geen aandoening is maar eerder een aangeboren afwijking in het oog, waardoor het pigment ontbreekt.